# 柴田孟甫
柴田 孟甫（しばた もうほ、安政元年4月5日〈1854年5月1日〉 - 昭和元年〈1926年12月30日〉）は、静岡県出身で1889年に東京で公証人に任命された最初期の公証人のひとりであり、大正4年（1915年）に懲戒免職となった。女優の三浦環は長女。

## 経歴

### 生い立ちと教育
安政元年（1854年）、静岡県小笠郡朝比奈村（現在の御前崎市）に父・秀吉の長男として生まれる。幼少期より聡明で、早くから和漢の学問に通じ「神童」と評された。14歳の時には、浜松県知事による計算能力者の選抜において第一位に選ばれるなど、若くしてその才を示した。

### 地方での活動から法律の道へ
20歳で戸長に就任し、村の行政事務を担い、その真摯な仕事ぶりで信頼を得た。その後、榛原郡の書記を務めた。家業の酒造業で成功し資金を得たこと、そして弟にも学問をさせたいと考え、明治14年（1881年）、28歳の時に上京した。明治法律学校（現在の明治大学の前身の一つ）に入学し、法律を学ぶ。在学中は勉学に励み、学校の模範となる存在であったとされ、優秀な成績で卒業した。卒業後は官吏や弁護士への道も考えられたが、本人の意思によりその道は選ばなかったとされる。

### 公証人として
明治19年（1886年）8月11日公布の公証人規則（法律第2号）を契機に公証制度が開始され、その後の試験を経て公証人制度に参加する。当時、芝区西久保桜川（現在の港区虎ノ門1丁目）にあった自宅から東京女学館までは約350 mほどの距離にあり、進歩的で派手好きだった孟甫は娘・環を当時ハイカラと評判の同学館に入学させている。司法大臣の任命により、明治22年（1889年）4月10日付で公証人に就任した。  当時の日本では公証人制度の認知度が低く、その運営には困難も伴ったとされるが、柴田は熱心に業務に取り組み、次第に広範な信望を集め、多忙な日々を送るようになった。紹介文によれば、当時の公証人界において「巨壁」と評されるほどの存在となった。当時の所属は東京地方裁判所であった。

### 懲戒処分
しかし、大正4年（1915年）頃、公証事務の取扱いにおいて複数の不適切行為があったとして、東京控訴院（東京高等裁判所の前身）の公証人懲戒委員会により懲戒処分が下された。具体的には、公正証書作成時の契印や捺印の不備、代理人による手続きの不備、日付記載の誤りや遺漏、委任状の確認不備、印鑑証明書の引用に関する手続き不備などが指摘された。柴田は過去（明治28年〈1895年〉および明治33年〈1900年〉）にも公証人規則違反による過料処分を受けており、これらの事情も考慮され、最終的に免職とする議決がなされた。

## 人物
紹介文によれば、真面目で活動的な人柄であり、学問に熱心であったとされる。また、権力にへつらうことことや、弁舌によって一時的な勝利を得るような手法を好まなかったと記されている。娘・環が生まれる前には二人の男児がいたが、いずれも早世したため、「女でありながらも男のように育ってほしい」との思いから「環」という名を与えた。